# Yars' Revenge

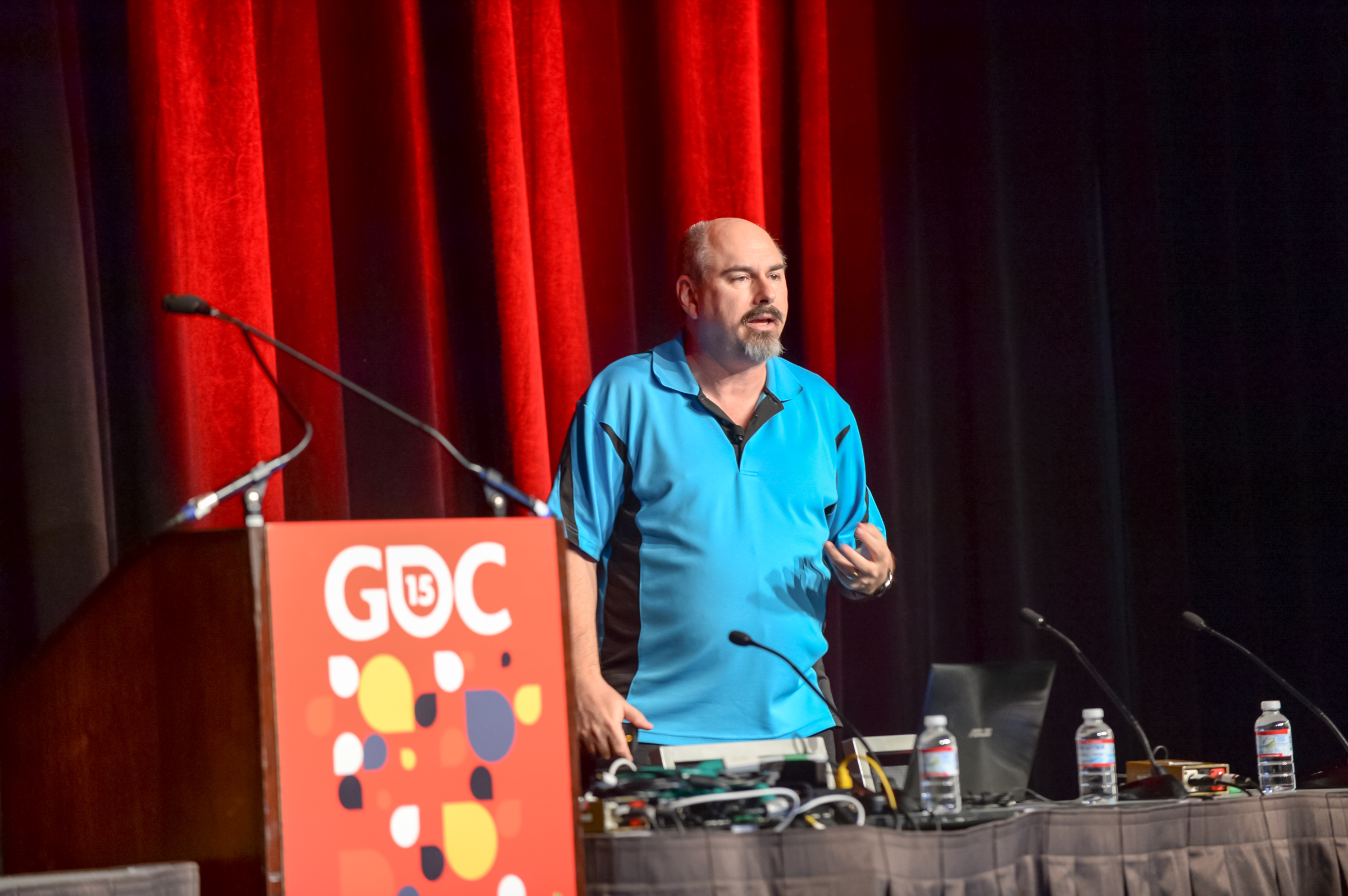
Warshaw presentando un análisis del desarrollo del juego en la Game Developers Conference 2015.

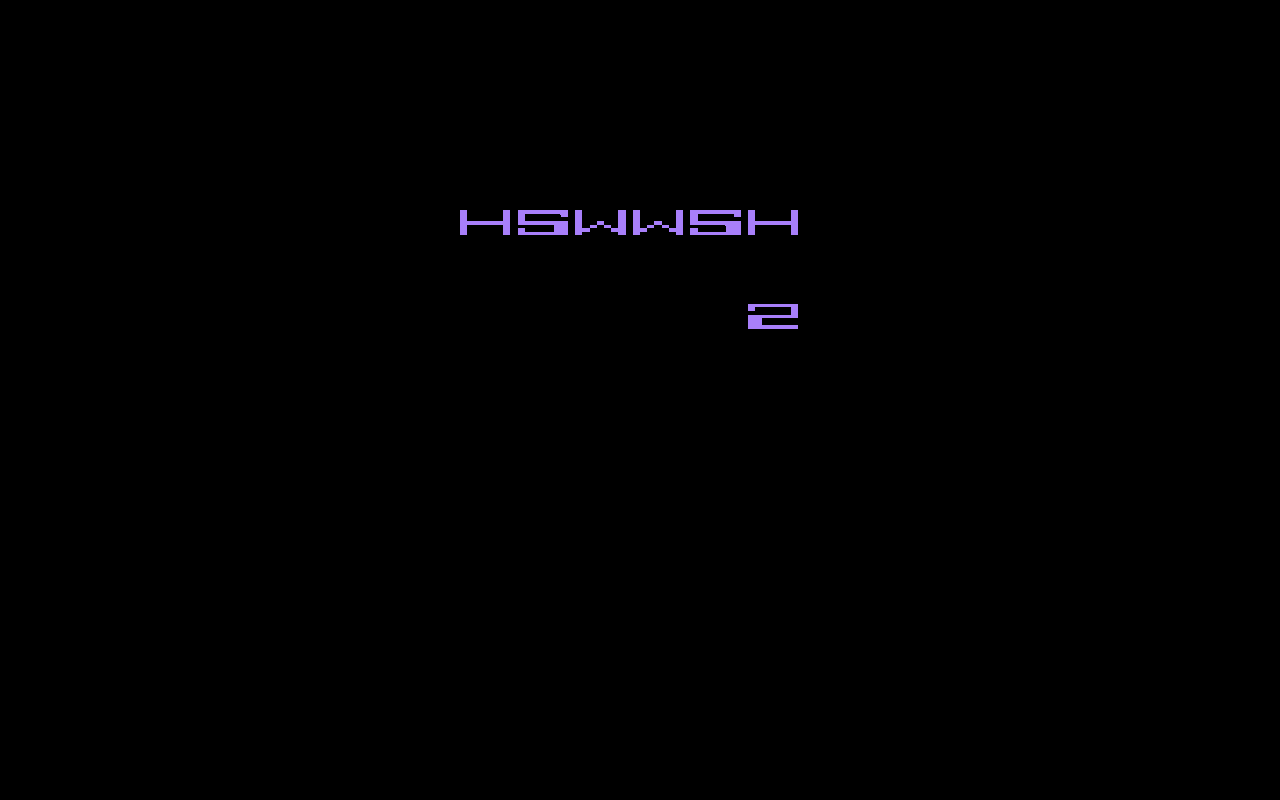
Captura de pantalla del Easter Egg encontrado en Yars' Revenge.

Yars' Revenge es un videojuego desarrollado para el Atari 2600 en 1982.  Fue creado por Howard Scott Warshaw, quien también desarrollo los títulos para el Atari 2600 Raiders of the Lost Ark y el tan criticado E.T. el extraterrestre. Yars' Revenge fue el título original más vendido para el Atari 2600.

## Detalles
El juego comenzó como una adaptación con licencia del juego de arcade Star Castle de la empresa Cinematronics. En el juego original un cañón poderoso es protegido por tres capas de escudos protectores. El jugador debe dispara a los agujeros en estos escudos para destruir el cañón en su interior. Pero cuando estos agujeros son creados, el cañón también puede disparar hacia el jugador. Sí la capa exterior es completamente destruida, una nueva capa de escudo es creada. Así mismo también existen dos torpedos que buscan la nave del jugador.
Así la versión de Atari fue creciendo con cambio tras cambio, hasta que el producto final tenía muy poca semejanza con el original. En este juego, el héroe (un Yar) es una criatura de forma insectoide que debe mordisquear o disparar a través de la barrera para poder disparar su "Cañón Zorlon" en una brecha y destruir el malvado Qotile, el cual existe del otro lado de la barrera. El Qotile puede dispararle al Yar aunque la barrera se encuentre sin daño, volviéndose un "Remolino" - afortunadamente, el jugador es avisado antes de que el disparo sea ejecutado, y puede retirarse a una distancia segura para esquivar los disparos de energía del enemigo. También dentro del juego existe un área segura, "la zona neutral", donde el torpedo del enemigo no puede dañar al jugador (aunque el remolino si puede). El Yar no puede disparar dentro de la zona neutral.

### Marcadores y niveles de dificultad
Disparar a un bloque del escudo del Qotile - 69 puntos

Mordisquear un bloque del escudo del Qotile - 169 puntos

Disparar al Qotile con el cañón Zorlon - 1000 puntos

Disparar al remolino con el cañón Zorlon antes de que sea lanzado - 2000 puntos

Disparar al remolino a mitad del aire con el cañón Zorlon - 6000 puntos y una vida extra (máximo 9 vidas almacenadas)

Cada nivel termina con la destrucción del Qotile o del remolino. Los niveles impares tienen un escudo estacional protegiendo al Qotile, los niveles pares tienes un escudo que rota protegiendo al Qotile. El misil destructor seguirá al jugador cada vez más rápido a medida que se aumenta de nivel.
Cuando el marcador del jugador alcanza 70,000 puntos, el escudo del Qotile se volverá azul y el remolino empezará a disparar tres veces más frecuentemente, y a veces disparando sin aviso alguno.

Cuando el marcador del jugador alcanza 150,000 puntos, el escudo del Qotile de volverá gris, el remolino volverá a su frecuencia normal pero se tornara en un misil guiado, apareciendo a la mitad del aire para intentar matar al jugador.

Cuando el marcador del jugador alcanza 230,000 puntos, el escudo del Qotile se volverá rosa y el remolino volverá a disparar tres veces más frecuentemente, y a veces disparando sin aviso alguno.

### Cómic y álbum
Así como algunos tantos videojuegos para el Atari 2600, un cómic estaba incluido en el paquete, ilustrando la historia por detrás de  Yars' Revenge. El cómic explicaba la "venganza" del título del juego: los Yars se vengaban por la destrucción de uno de sus mundos, Razak IV. La raza Yar y el planeta Razak fueron nombrados por Ray Kassar, CEO de Atari en ese tiempo.
Atari también lanzó un álbum, bajo la marca Kid Stuff Records, el cual contenía el tema del juego y una lectura dramática al estilo de la radio como una expansión de la historia del cómic. Una grabación de 7" explicaba el porqué de que Yar se utilizará como objetivo del cañón Zorlon en vez de comerse desde la barrera. Ambas grabaciones fueron producidas por John Braden.

## Huevo de Pascua
El juego tiene un Huevo de Pascua. Tras matar la espiral en medio del aire, una línea negra vertical aparecerá en la pantalla a través del punto donde a la espiral se le disparó. Sí el jugador se mueve verticalmente a lo largo de línea y se encuentra a 1-2 pulgadas por debajo de la mitad de la pantalla cuando la explosión se cierra, el juego terminará y aparecerá la pantalla de selección del juego con las iniciales del programador, HSW, mostradas al derecho y al revés en vez de la palabra "Select".  En el juego 6 o 7, JOV aparece cuando este truco es ejecutado, por debajo de las iniciales del creador del juego.

## Nuevas versiones
En 1999, una versión para el Game Boy Color fue desarrollada por Vatical Entertainment y lanzada por Telegames. 
Una versión fue creada en 2005 para el sistema Atari Flashback 2. El juego está disponible para la Xbox dentro del Game Room en 2010.